# Bertincourt
 Bertincourt  es una población y comuna francesa, situada en la región de Norte-Paso de Calais, departamento de Paso de Calais, en el distrito de Arras. Aunque es el chef-lieu del cantón de Bertincourt, Hermies la supera en población.

## Demografía
| 812 | 836 | 841 | 856 | 821 | 886 |
| Para los censos de 1962 a 1999 la población legal corresponde a la población sin duplicidades (Fuente: INSEE [Consultar]) |     |     |     |     |     |